# Плютей Поузара
Плюте́й По́узара (лат. Pluteus pouzarianus) — гриб рода Плютей. Возможность употребления в пищу этого вида неизвестна.
В системе рода Плютей С. П. Вассера относится к секции Pluteus подрода Pluteus.

## Описание

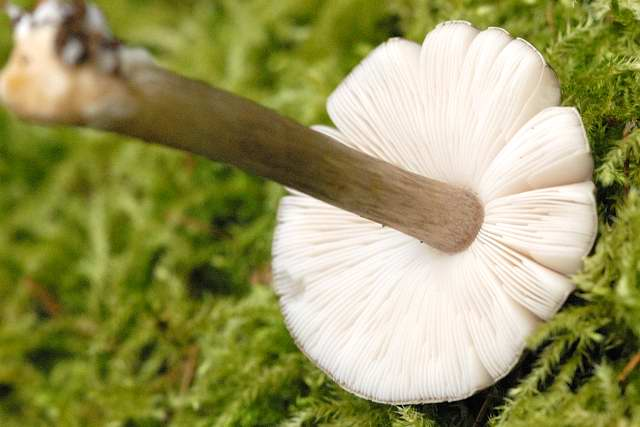

Шляпка толстомясистая, диаметром 4—9 сантиметров, вначале полукруглая, затем раскрывается до плоско-выпуклой и плоско-распростёртой, со слабо выраженным бугорком или углублением в центре. Край гладкий или едва бороздчатый. Поверхность серовато-коричневая, блестящая, радиально-волокнистая, в центре мелкочешуйчатая. 
Пластинки свободные, широкие, частые, с пластиночками, бледно-розовые с беловатым краем, имеются хорошо заметные пластиночки.
Ножка 5—10×0,5—1,5 см, цилиндрическая, центральная, ровная, плотная, белого цвета, волокнистая, бороздчатая. У основания имеется коричневатый волокнистый налёт.
Мякоть грязновато-белая, на срезе не изменяется, с грибным запахом и вкусом.
Остатки покрывал отсутствуют, споровый порошок розовый.
Споры гладкие, широкоэллипсоидные, 6—8×4—5,5 мкм.
Кожица шляпки двухслойная, один слой из бесцветных, другой из пигментированных клеток, гифы без пряжек, шириной 7—15 мкм. Покровы ножки состоят из цилиндрических и округлых клеток шириной 5—30 мкм, без пряжек, бесцветных, иногда пигментированных.
Базидии четырёхспоровые, размерами 27—38×7—10 мкм, тонкостенные, булавовидные, бесцветные.
Хейлоцистиды размерами 30—60×12—22 мкм, булавовидные или веретеновидные, тонкостенные, бесцветные, многочисленные. Плевроцистиды 70—115×13—22 мкм, веретеновидные или бутылковидные, толстостенные, бесцветные, часто с апикулярным придатком и 2—4 зубцами.

## Сходные виды
Из европейских представителей рода плютей Поузара наиболее близок к плютею оленьему (Pluteus cervinus), отличается строением кожицы шляпки и экологическими особенностями. Известны также сходные североамериканские и азиатские виды:
- Pluteus brunneidiscus
- Pluteus subcervinus
- Pluteus kobayasii

## Экология и распространение
Сапротроф на остатках древесины хвойных пород, на опаде хвои. Встречается преимущественно в горных сосновых, еловых и пихтовых лесах. Известен в Чехии, Австрии и Франции, вероятно, сравнительно широко распространён в горах Западной Европы.
Сезон: август — октябрь. 